# Parafia św. Filipa i Jakuba w Gozdowie
Parafia św. Filipa i Jakuba w Gozdowie – parafia rzymskokatolicka leżąca w granicach dekanatu wrzesińskiego II. Erygowana w XIII wieku.

## Dokumenty
Księgi metrykalne:
- ochrzczonych od 1904 roku
- małżeństw od 1916 roku
- zmarłych od 1872 roku